# Münnich Motorsport

Münnich Motorsport, connue sous le nom All-Inkl.com Racing, est une écurie de course automobile allemande basée à Friedersdorf à proximité de Neusalza-Spremberg et fondée par René Münnich en 2006. L'écurie participe à la fois aux compétitions de Voitures de tourisme et de Rallycross.

## Histoire

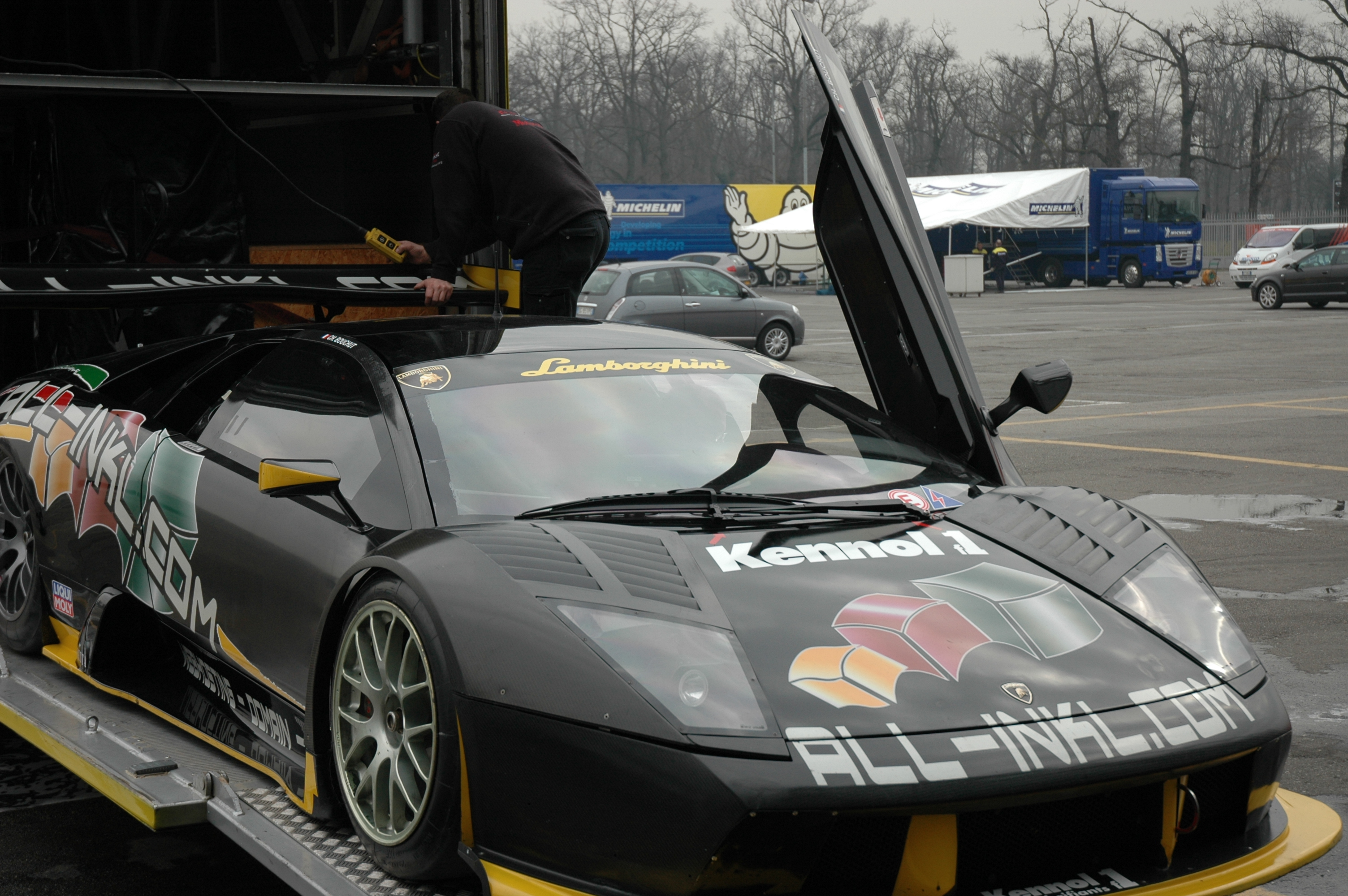
La Murciélago 2006

Après avoir utilisé des Lamborghini Murciélago R-GT depuis 2006, l'écurie s'engage dans le Championnat du monde FIA GT1 2012 avec des Mercedes-Benz SLS AMG GT3. En 2013, l'équipe participe au Championnat du monde des voitures de tourisme avec 3 Seat Leon. La première voiture est confiée à Marc Basseng, champion du monde en titre (FIA GT1), la deuxième à Robert Huff, lui aussi champion du monde en titre (FIA WTCC). Enfin la troisième voiture est pilotée par René Münnich lui-même.
La saison 2014 marque un changement de voiture en WTCC car l'écurie aligne désormais des Chevrolet Cruze TC1 mais aussi un nouvel engagement dans le Championnat du monde de rallycross avec une Audi A3. Depuis 2016, les Audi A3 ont fait place à des Seat Ibiza .

## Palmarès
- Championnat d'Allemagne de Rallycross

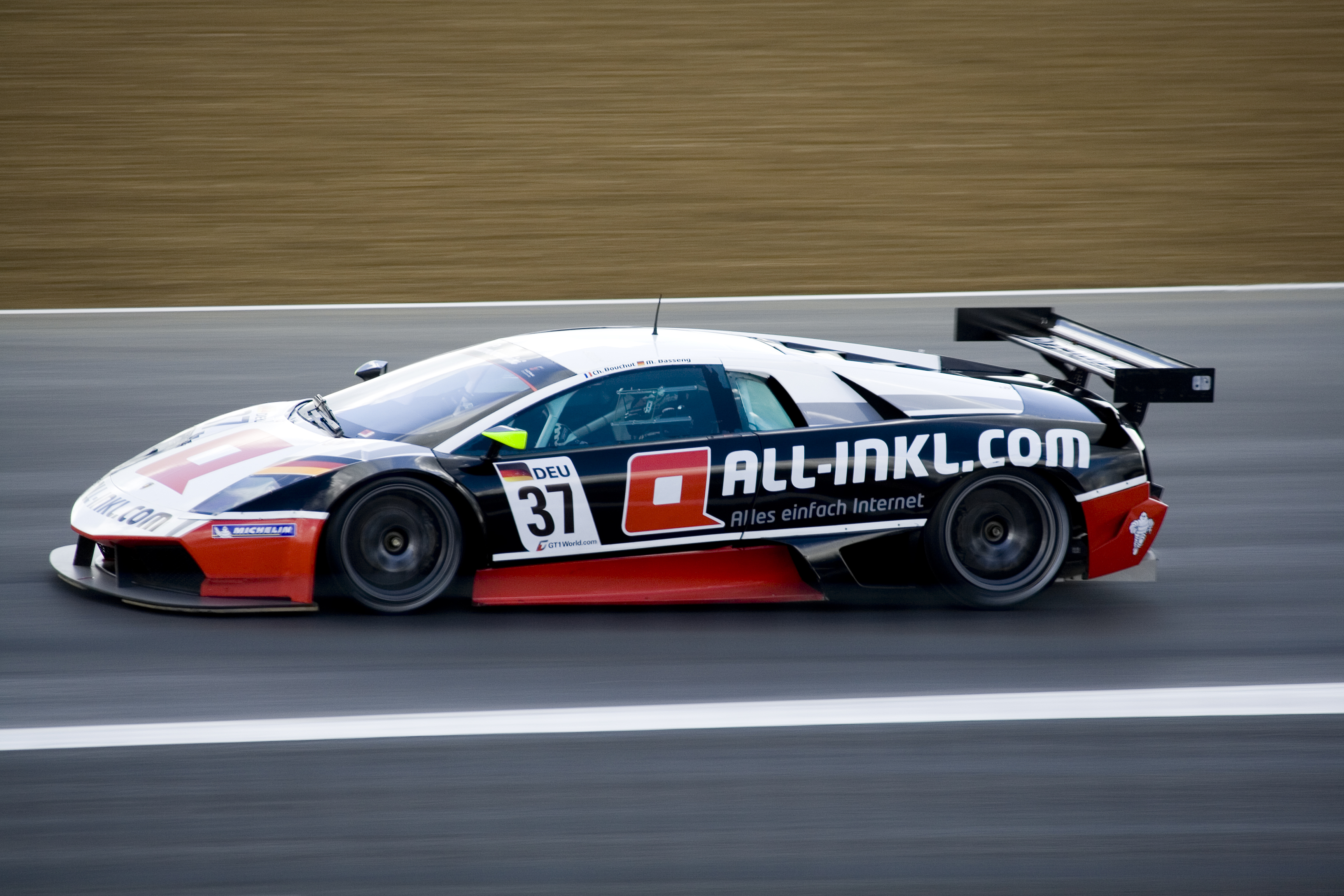
La Murciélago 2010

  - Titre pilote avec René Münnich en 2009, 2010, 2011

- Championnat FIA GT
  - Victoire à Zhuhai en 2007 avec Christophe Bouchut et Stefan Mücke

- Championnat du monde FIA GT1
  - Titres pilotes et écurie en 2012 en ne gagnant qu'une seule course dans la saison à Portimão avec Marc Basseng et Markus Winkelhock
  - Double vainqueur de la course de qualification et de la course principal à Zolder et en Navarre en Championnat du monde FIA GT1 2011 avec Marc Basseng, Markus Winkelhock, Nicky Pastorelli et Dominik Schwager

- Championnat du monde des voitures de tourisme
  - Vainqueur de la manche n°2 du meeting de Hongrie avec Robert Huff.
  - Vainqueur de la manche n°2 du meeting de Macao 2017